# Лижні перегони на зимових Олімпійських іграх 1998
Змагання з лижних перегонів на зимових Олімпійських іграх 1998 тривали з 8 до 22 лютого на лижному стадіоні Снігова арфа в селі Хакуба неподалік від Наґано (Японія).

## Чемпіони та призери

### Таблиця медалей
| Місце               | Країна              | Золото | Срібло | Бронза | Загалом |
| ------------------- | ------------------- | ------ | ------ | ------ | ------- |
| 1                   | Росія (RUS)         | 5      | 2      | 1      | 8       |
| 2                   | Норвегія (NOR)      | 4      | 3      | 2      | 9       |
| 3                   | Фінляндія (FIN)     | 1      | 0      | 2      | 3       |
| 4                   | Італія (ITA)        | 0      | 2      | 2      | 4       |
| 5                   | Австрія (AUT)       | 0      | 1      | 1      | 2       |
| 5                   | Чехія (CZE)         | 0      | 1      | 1      | 2       |
| 7                   | Швеція (SWE)        | 0      | 1      | 0      | 1       |
| 8                   | Казахстан (KAZ)     | 0      | 0      | 1      | 1       |
| Загалом (8 збірних) | Загалом (8 збірних) | 10     | 10     | 10     | 30      |

## Чоловіки
| Дисципліна                          | Золото                                                               | Золото    | Срібло                                                                  | Срібло    | Бронза                                                                | Бронза    |
| ----------------------------------- | -------------------------------------------------------------------- | --------- | ----------------------------------------------------------------------- | --------- | --------------------------------------------------------------------- | --------- |
| 10 км класичним стилем              | Б'єрн Делі · Норвегія                                                | 27:24.5   | Маркус Гандлер · Австрія                                                | 27:32.5   | Міка Мюллюля · Фінляндія                                              | 27:40.1   |
| 15 км переслідування вільним стилем | Томас Альсґорд · Норвегія                                            | 1:07:01.7 | Б'єрн Делі · Норвегія                                                   | 1:07:02.8 | Володимир Смирнов · Казахстан                                         | 1:07:31.5 |
| 30 км класичним стилем              | Міка Мюллюля · Фінляндія                                             | 1:33:55.8 | Ерлінґ Євне · Норвегія                                                  | 1:35:27.1 | Сільвіо Фаунер · Італія                                               | 1:36:08.5 |
| 50 км вільним стилем                | Б'єрн Делі · Норвегія                                                | 2:05:08.2 | Ніклас Юнссон · Швеція                                                  | 2:05:16.3 | Крістіан Гоффманн · Австрія                                           | 2:06:01.8 |
| Естафета 4×10 км                    | Норвегія (NOR) Стуре Сівертсен Ерлінґ Євне Б'єрн Делі Томас Альсґорд | 1:40:55.7 | Італія (ITA) Марко Альбарелло Фульвіо Вальбуза Фабіо Май Сільвіо Фаунер | 1:40:55.9 | Фінляндія (FIN) Харрі Кірвесньємі Міка Мюллюля Самі Репо Ярі Ісомется | 1:42:15.5 |

## Жінки
| Дисципліна                          | Золото                                                                 | Золото    | Срібло                                                                            | Срібло    | Бронза                                                                           | Бронза    |
| ----------------------------------- | ---------------------------------------------------------------------- | --------- | --------------------------------------------------------------------------------- | --------- | -------------------------------------------------------------------------------- | --------- |
| 5 км класичним стилем               | Лариса Лазутіна (RUS)                                                  | 17:37.9   | Катержина Нойманова (CZE)                                                         | 17:42.7   | Бенте Мартінсен (NOR)                                                            | 17:49.4   |
| 10 км переслідування вільним стилем | Лариса Лазутіна (RUS)                                                  | 28:29.9   | Ольга Данилова (RUS)                                                              | 28:36.7   | Катержина Нойманова (CZE)                                                        | 28:37.2   |
| 15 км класичним стилем              | Ольга Данилова (RUS)                                                   | 46:55.4   | Лариса Лазутіна (RUS)                                                             | 47:01.0   | Аніта Моен-Ґуїдон (NOR)                                                          | 47:52.6   |
| 30 км вільним стилем                | Юлія Чепалова (RUS)                                                    | 1:22:01.5 | Стефанія Бельмондо (ITA)                                                          | 1:22:11.7 | Лариса Лазутіна (RUS)                                                            | 1:23:15.7 |
| Естафета 4×5 км                     | Росія (RUS) Ніна Гаврилюк Ольга Данилова Олена В'яльбе Лариса Лазутіна | 55:13.5   | Норвегія (NOR) Бенте Мартінсен Маріт Міккельспласс Елін Нільсен Аніта Моен-Ґуїдон | 55:38.0   | Італія (ITA) Карін Мородер Габріелла Перуцці Мануела Ді Чента Стефанія Бельмондо | 56:53.3   |

## Країни-учасниці
У змаганнях з лижних перегоні на Олімпійських іграх у Наґано взяли участь спортсмени 36-ти країн.
- Австралія
- Австрія
- Білорусь
- Болгарія
- Канада
- Китай
- Хорватія
- Чехія
- Данія
- Естонія
- Фінляндія
- Франція
- Німеччина
- Греція
- Угорщина
- Італія
- Японія
- Казахстан
- Кенія
- Латвія
- Ліхтенштейн
- Литва
- Македонія
- Монголія
- Норвегія
- Польща
- Румунія
- Росія
- Словаччина
- Словенія
- Південна Корея
- Іспанія
- Швеція
- Швейцарія
- Україна
- США